# Виртуальный оператор сотовой связи
Виртуальный оператор сотовой связи, виртуальный оператор мобильной связи, мобильный виртуальный оператор (англ. MVNO — mobile virtual network operator) — оператор сотовой связи, использующий существующую инфраструктуру другого (базового) оператора (англ. MNO — mobile network operator), но продающий услуги под собственной маркой.
Виртуальный мобильный оператор отличается от базового тем, что не имеет своих собственных радиочастотных ресурсов, а во многих случаях — коммутирующего и радиопередающего оборудования, а также собственного биллинга, арендуя перечисленные ресурсы у базового оператора. Тем не менее, бренд, рекламные и информационные материалы, sim-карты, тарифные планы, поддержка и, как правило, юридическое лицо виртуального мобильного оператора отличаются от базового. Фактически, конечным поставщиком услуг связи для абонента становится MVNO, а базовый оператор выступает в роли поставщика «трафика» (технических ресурсов, позволяющих проводить звонки, сообщения и доступ в интернет) для виртуального мобильного оператора.

## Типы
Условно MVNO подразделяется на несколько типов.
Skinny MVNO
Модель работы виртуального мобильного оператора с его минимальным участием: виртуальный мобильный оператор осуществляет только продажу, маркетинг, собственное брендирование и поддержку клиентов. Все остальные функции выполняет базовый оператор.
Light MVNO
Модель работы виртуального мобильного оператора, предполагающая тот же объём функций, что и у Skinny MVNO, но с собственными (не зависящими от базового оператора) тарифными планами.
Thick MVNO
Модель работы виртуального мобильного оператора, включающий в себя не только независимые от базового оператора элементы из предыдущих типов, но и собственные технические элементы: шлюзовой коммутатор для голосовых вызовов (GMSC), шлюзовой узел поддержки пакетов данных (GGSN), базу данных своих абонентов (HSS/HLR) и биллинговую систему.
Full MVNO
Модель работы виртуального мобильного оператора, фактически являющегося физическим (то есть имеющим полный набор программных, маркетинговых, технических и иных средств обеспечения сотовой связи), но не имеющего своего частотного ресурса.

## В России
В России первым MVNO в 1999 году стал оператор «Корбина Телеком» на базе D-AMPS сети Билайн. До 2008 года деятельность MVNO не регулировалась, однако Приказом № 116 от 29 декабря 2008 года Министерством связи и массовых коммуникаций Российской Федерации было введено лицензирование услуг виртуальных мобильных операторов, и утверждены требования к «оказанию услуг подвижной радиотелефонной связи при использовании бизнес-модели виртуальных сетей подвижной радиотелефонной связи». Приказ был зарегистрирован в Минюсте РФ 13 марта 2009 года, и в том же году были выданы первые лицензии MVNO для ООО «Мобильные медицинские технологии» и ООО «Народный мобильный телефон».
В целом, MVNO-технология до создания t2 «фабрики MVNO» не находила широкой поддержки базовыми операторами, так как последние не хотели делиться собственной инфраструктурой.
Основные успехи в развитии российских MVNO заключаются, по мнению экспертов, в неудовлетворённости потребителей существующими предложениями базовых операторов и узкой специализацией MVNO с высокой релевантностью относительно потребительских потребностей. Неудачи в развитии виртуальных мобильных операторов, как правило, связаны с чрезмерно заниженным средним чеком, при котором рентабельность такого оператора отсутствует.
Абонентская база MVNO в России в конце 2010-х гг. показывала рост: по данным компании ТМТ-Консалтинг, в 2017 году численность абонентов виртуальных операторов в России составляла 6 миллионов человек, в 2018 — 7 миллионов, в 2019 — 10, а к концу 2020 года достигла отметки в 12 миллионов. По состоянию на конец 2020 года лидером среди виртуальных операторов по числу абонентов стала Yota — 54 %; далее следовали Ростелеком (16 %), Т-Мобайл (9 %) и СберМобайл (7 %).
На начало 2022 года число лицензий, выданных Роскомнадзором на деятельность MVNO, составляло около сотни.
По состоянию на 2023 год виртуальные сотовые операторы базируются преимущественно на мощностях трёх физических сотовых операторов — t2, билайна и МегаФона.

### На базе t2
t2 с 2016 года заявляет концепцию «фабрики MVNO», то есть базового оператора с буквально поточным размещением на своей базе виртуальных сотовых операторов. В 2017 году оператор представил платформу-конструктор (англ. MVNE — mobile virtual network enabler) для создания виртуальных операторов на своей базе.
В 2019 году t2 был признан лучшим в мире базовым оператором для виртуальных на Всемирном конгрессе виртуальных операторов.

#### Существующие
| Торговая марка           | Дата запуска       | Примечание |
| ------------------------ | ------------------ | --- |
| *просто                  | Сентябрь 2020      | Виртуальный мобильный оператор, запущенный компанией ТВЕ-Телеком — партнёром и непосредственным провайдером MVNE-площадки t2. В 2021 году TVE-Телеком выкуплена материнской компанией t2 — Ростелекомом. Не следует путать с «Просто для общения» от МегаФона.                                            |
| 12.RU                    | 2020               | Проект, запущенный предпринимателем Евгением Ройтманом на базе операторов t2 и (по заявлениям компании) МТС (последний партнёрства не подтверждал). Оператор предполагает условно-бесплатную модель работы (аналогично DANYCOM и Atlas) в виде оплаты своих услуг посредством покупок в торговых центрах. |
| MCN Telecom              | Декабрь 2017       | Кроме MVNO работает как оператор фиксированной телефонии и разработчик программных продуктов. |
| Migo Mobile              | 2020               | Виртуальный мобильный оператор, созданный совместно t2, компанией «Next Mobile» и бизнес-блогером Азамом Ходжаевым. |
| Воентелеком (VTC Mobile) | 2020               | Виртуальный мобильный оператор, созданный t2 совместно с Министерством обороны России. |
| ВТБ Мобайл               | Сентябрь 2019      | Виртуальный мобильный оператор от банка ВТБ. |
| ГПБ Мобайл               | Декабрь 2020       | Виртуальный мобильный оператор от Газпромбанка. |
| ГородМобайл              | Апрель 2023        | Виртуальный мобильный оператор, предлагающий возможность оплаты услуг связи посредством бонусов, начисляемых за пополнение московской транспортной карты «Тройка» и покупку в магазинах-партнёрах. |
| Ростелеком               | III квартал 2016   | Виртуальный мобильный оператор от материнской компании t2. |
| ТТК Mobile               | Июнь 2017          | Виртуальный мобильный оператор от дочерней компании РЖД — Транстелеком. |
| ЭР-Телеком (Дом.ru)      | II квартал 2016 г. | Виртуальный мобильный оператор от интернет-провайдера ЭР-Телеком. |

#### Бывшие
| Торговая марка | Дата запуска   | Примечание |
| -------------- | -------------- | --- |
| Danycom        | 1 декабря 2017 | Проект стартовал 1 декабря 2017 года в тестовом, а с 1 июня 2018 года — в полнофункциональном режиме, и был доступен в 55 регионах России. Оператор предлагал платные тарифы, а также условно-бесплатные тарифы с оплатой путём получения рекламных рассылок. В 2019 и 2020 годах оператор выпустил собственные облигации. После судебных тяжб с базовым оператором и держателями облигаций в ноябре 2021 года компания признана банкротом. |
| Eagle Mobile   | Декабрь 2020   | Виртуальный мобильный оператор, созданный совместно t2, компанией «ТВЕ-Телеком» (которой принадлежал бренд) и бойцом смешанных боевых искусств Хабибом Нурмагомедовым. Прекратил своё существование (по некоторым данным в апреле 2023 года) в связи с решением сторон расторгнуть лицензионное соглашение; абоненты виртуального оператора были переведены к другому проекту «ТВЕ-Телеком» — *просто (см. выше).                           |
| Easy4          | Май 2018       | Оператор прекратил продажу sim-карт в 2020 году. |
| Lycamobile     | 2019           | Российское подразделение международного сотового оператора было открыто в 2019 году как MVNO. С 2022 года, согласно заявлению на официальном сайте российского подразделения, Lycamobile больше не работает в России, так как «нынешняя ситуация чрезвычайно затрудняет эффективную работу и обслуживание клиентов на том уровне, как мы хотели бы».                                                                                        |
| SIM-SIM        | 2016           | Виртуальный мобильный оператор, созданный, в первую очередь, для мигрантов, которым до апреля 2018 года частично владел Билайн (он же был базовым оператором). С июня 2018 проект сменил базового оператора на t2, после чего трансформировался в другого виртуального оператора — Next Mobile (см. ниже). |
| Virgin Mobile  | 27 ноября 2017 | Оператор прекратил работу в России в результате банкротства российского подразделения компании, инициированного в 2021 году. |

### На базе билайна
В 2017 году топ-менеджмент Билайна заявлял о бесперспективности виртуальных мобильных операторов в России. Однако в 2021 году появилась неофициальная информация о том, что Вымпелком (компания, владеющая брендом «Билайн») планирует создать аналог «фабрики MVNO» от t2 на своей базе; официальных заявлений от самой компании по этому поводу не последовало.

#### Существующие
| Торговая марка | Дата запуска | Примечание                                                                                           |
| -------------- | ------------ | --- |
| Gartel         | 2003         | Виртуальный мобильный оператор, предлагающий тарифы с полностью безлимитными звонками и интернетом.  |
| WhyFly         | 2013         | |
| Безлимит       | 2012         | |
| ДСИ Мобайл     | 2017         | |
| Телетай        | 2012         | |
| Альфа-Мобайл   | 2025         | Виртуальный мобильный оператор Альфа-банка, реализован по модели Medium MVNO с элементами Full MVNO. |

#### Бывшие
| Торговая марка | Дата запуска  | Примечание |
| -------------- | ------------- | --- |
| Atlas          | 8 ноября 2016 | Условно-бесплатный виртуальный мобильный оператор Atlas был экспериментальным проектом фонда Russian Ventures, и предполагал модель оплаты услуг связи за счёт выполнения заданий или осуществления покупок в партнёрских магазинах. Заявлявшаяся миссия проекта — в течение трёх лет предоставить бесплатную мобильную связь всем жителям России и СНГ. Проект объявил о своём закрытии в 2019 году. |
| Спартак Мобайл | 2019          | Виртуальный мобильный оператор на базе промежуточного MVNO Безлимит от футбольного клуба Спартак Москва. Проект закрыт. |

### На базе МегаФона

#### Существующие
| Торговая марка  | Дата запуска | Примечание |
| --------------- | ------------ | --- |
| Yota            | 2007         | Изначально — физический сотовый оператор, работавший на базе технологий WiMAX и LTE (который запустил в коммерческую эксплуатацию первым в России). В 2012 году 100 % акций Yota приобрёл МегаФон, превратив оператора в виртуального. |
| Газпром Телеком | 2015         | Виртуальный мобильный оператор от одноимённой дочерней компании Газпрома, занимающейся обеспечением материнской компании связью и коммуникациями.                                                                                      |

#### Бывшие
| Торговая марка     | Дата запуска | Примечание |
| ------------------ | ------------ | --- |
| Гарс Телеком       | 2003         | Виртуальный мобильный оператор прекратил существование после покупки базовым оператором в 2015 году и последующего присоединения к последнему в ходе реорганизации. |
| Просто для общения | 2009         | Проект заморожен в 2010 г., и окончательно закрыт 4 апреля 2013 года, путём перевода всех абонентов к базовому оператору. На момент заморозки проекта было официально заявлено, что численность абонентов составляет свыше 600 тысяч. Оператора не следует путать с *просто от TVE-Телеком на базе T2. |
| VK Mobile          | 2017         | Виртуальный мобильный оператор от социальной сети Вконтакте. В сентябре 2018 года проект был признан неудачным и закрыт. |
| WiFire Mobile      | 2015         | Виртуальный мобильный оператор интернет-провайдера NetByNet (WiFire). После реорганизации провайдера путём присоединения к Мегафону в 2022 году абоненты переведены на конвергентные тарифы Мегафона.                                                                                                  |

### На базе МТС

#### Существующие
| Торговая марка | Дата запуска | Примечание |
| -------------- | ------------ | --- |
| AIVA Mobile    | Май 2014     | Виртуальный мобильный оператор, аналогично SIM-SIM ориентированный, в первую очередь, на мигрантов, созданный на базе сети МТТ при партнёрстве МТС. |
| МТТ            | Май 2014     | Кроме MVNO МТТ предоставляет услуги фиксированной телефонии и различных решений для бизнеса. С 2021 года компания приобретена МТС.                  |

#### Бывшие
| Торговая марка | Дата запуска      | Примечание |
| -------------- | ----------------- | --- |
| Аллё           | 4 августа 2010 г. | Совместный проект МТС и X5 Retail Group. Лицензия получена в августе 2009 года. Пакеты подключения начали продаваться 4 августа 2010 года в супермаркетах «Перекрёсток» и «Карусель» на территории Москвы и Московской области. Проект закрыт в феврале 2012 года. |
| Зенит Мобайл   | 2009              | Совместный проект МТС и футбольного клуба Зенит (Санкт-Петербург). Проект прекратил работу в 2012 году. |
| МГТС           | 2014              | Бренд МГТС ликвидирован в 2020 году, абоненты переведены в МТС. |
| Связной Мобайл | 2013              | В августе 2013 года, за несколько месяцев до запуска собственного виртуального оператора сотовой связи, группа компаний «Связной» представила линейку кобрендинговых тарифных планов совместно с МТС. Далее партнёрами был запущен полноценный «лёгкий» MVNO. В ноябре 2014 года оператор насчитывал около 700 тысяч абонентов. Проект прекратил развитие в 2015 году в результате разногласий и исков «Связного» к МТС, а в 2023 году «Связной» подал заявление о банкротстве самой компании. |

### На базе нескольких операторов

#### Существующие
| Торговая марка | Базовые операторы | Дата запуска    | Примечание |
| -------------- | --- | --------------- | --- |
| Next Mobile    | T2, а при низком качестве или отсутствии сигнала — МТС, МегаФон или билайн | 2019            | Виртуальный мобильный оператор, по его заявлениям, премиум-уровня, работающий в виде Full MVNO с технологией «Автоматически безупречное соединение» («АБС»), предполагающее бесшовное переключение на сеть того базового оператора, которая обеспечивает самый мощный сигнал. |
| Алло Инкогнито | МегаФон, билайн | 2001            | Виртуальный мобильный оператор с тарифными планами на базе одного из двух базовых операторов. |
| Т-Мобайл       | Работает на базах: T2, Миранда — в Республике Крым, Севастополе, Луганской Народной Республики, Донецкой Народной Республики, Запорожской области, Херсонской области МТС — в Забайкальском и Ставропольском краях, Республиках: Башкортостан, Дагестан, Ингушетия, Кабардино-Балкария, Калмыкия, Карачаево-Черкесия, Саха (Якутия), Северная Осетия-Алания, Чечня и в Астраханской области | 13 декабря 2017 | Виртуальный мобильный оператор от Т-Банка. |
| СберМобайл     | T2, МегаФон, Миранда | 1 февраля 2018  | Виртуальный мобильный оператор от Сбербанка. Согласно отчётам компании Comnews Research по итогам 2021 года был единственным прибыльным MVNO от банка в России. |
| Matrix Telecom | МегаФон, T2, билайн | 2003            | |

### На базе других операторов

#### Бывшие
| Торговая марка       | Базовый оператор | Дата запуска | Примечание |
| -------------------- | ---------------- | ------------ | --- |
| СomfortWay           | TapMobile One    | 2016         | Работал через мультиоператорную OEM-платформу TM ONE, что позволяло подключаться к разным базовым операторам в 190 странах мира по безроуминговой модели. В 2022 году оператор прекратил работу в связи с «санкционной политикой иностранных государств».                                                          |
| Плюс Один            | Скай Линк        | 2011         | Виртуальный мобильный оператор разворачивался на базе сети CDMA Скай Линк, но с 2016 года базовый оператор не предоставляет услуги CDMA-связи. |
| Центральный телеграф | Скай Линк        | 2013         | Виртуальный мобильный оператор разворачивался на базе сети CDMA Скай Линк. С 2016 года базовый оператор не предоставляет услуги CDMA-связи, а в перечне услуг самого «Центрального телеграфа» сотовая связь более не значится.                                                                                     |
| Евросеть             | СМАРТС           | 2007         | Проект признан неудачным и закрыт в 2009 году. |
| Ё-Мобайл             | СМАРТС           | 2011         | Проект базового оператора, который прекратил существование как сотовая компания в 2015 году |
| Летай                | СМАРТС           | 2012         | Проект запущен компанией Таттелеком на территории Республики Татарстан. В 2013 году Таттелеком выкупил компанию ЗАО «СМАРТС-Казань», мощности которой использовались для организации виртуального оператора, тем самым под брендом «Летай» стали оказываться услуги полноценного (физического) сотового оператора. |

## В мире
Первые MVNO в мире появились в Великобритании в конце 1990-х годов в связи с тем, что британский регулятор в сфере телекоммуникаций — Office of Telecommunications (Oftel) — обязал существующих сотовых операторов предоставлять часть своей инфраструктуры для тех компаний, которые хотели предоставлять услуги сотовой связи, но не могли построить свою сеть.

### Великобритания
Первым MVNO в Великобритании стал Virgin Mobile в ноябре 1999 года, предоставляя свои услуги на базе сотового оператора One2One, а следом, в декабре того же года на базе того же оператора сеть Value Telecom (позже получившую название Fresh) организовал продавец телефонов Carphone. По состоянию на 2018 год в Великобритании насчитывалось 77 MVNO, которые базировались преимущественно на мощностях четырёх физических операторов — EE, O2, Vodafone и Three.

### США
В США, по некоторым данным, по состоянию на 2020 год насчитывалось 139 виртуальных мобильных операторов, базирующихся на трёх основных физических операторах — AT&T, T-Mobile и Verizon.

### Китай
В Китае рынок MVNO существует с 2013 года. В 2018 году в Китае насчитывалось 42 виртуальных мобильных оператора, работающих в 29 китайских регионах.

### Япония
В Японии по состоянию на 2019 год насчитывалось около 80 виртуальных мобильных операторов, которым принадлежало 12,2 % рынка сотовой связи с общим числом абонентов, составляющим 22,3 миллиона.

### Украина
На Украине в 2000—2010-х годах появлялись и прекращали существование различные виртуальные мобильные операторы:
- Джинс (JEANS), Ecotel — на базе МТС Украина (созданные самим же базовым оператором);
- Djuice, Мобилыч, Ace&Base — на базе Киевстара (созданные самим же базовым оператором);
- privat:mobile (от Приватбанка) — на базе WellCOM[152].

По состоянию на 2023 год на Украине функционируют нижеследующие MVNO.
| Торговая марка | Базовый оператор         | Дата запуска | Примечание                                                        |
| -------------- | ------------------------ | ------------ | ----------------------------------------------------------------- |
| Lycamobile     | ТриМоб, Vodafone Украина | 2017         | Украинское подразделение международного сотового оператора.       |
| Yezzz!         | Vodafone Украина         | 2015         | Виртуальный мобильный оператор сети розничных магазинов «Сильпо». |

### Казахстан
Согласно законодательству Казахстана, оказывать услуги сотовой связи может только владелец частот, что исключает возможность появления виртуального оператора связи как отдельного от базового оператора юридического лица; в этой связи существующие нижепредставленные казахские операторы созданы и принадлежат базовым.
| Торговая марка | Базовый оператор      | Дата запуска | Примечание                                                                          |
| -------------- | --------------------- | ------------ | ----------------------------------------------------------------------------------- |
| IZI            | Beeline Казахстан     | 2019         | Первый виртуальный мобильный оператор в Казахстане. Создан базовым оператором.      |
| Forte Mobile   | Beeline Казахстан     | 2020         | Виртуальный мобильный оператор, созданный базовым в партнёрстве с банком ForteBank. |
| Jusan Mobile   | Tele2 Казахстан/Altel | 2020         | Виртуальный мобильный оператор, созданный базовым в партнёрстве с Jusan Bank.       |